# 孔皮
孔皮（?—?），子姓，孔氏，名皮，因居長，人稱孟皮，或作伯皮，一字伯尼，中国春秋時期人物，鲁国人，孔子的庶兄，叔梁纥的长子。
叔梁纥先娶施氏，生九女，无子。叔梁纥娶妾，生子，就是孔皮，但孔皮有足疾，不能主祭祖先。叔梁纥晚年娶颜徵在，生子孔丘，也就是孔子。
孔皮因先天残疾，按周代礼法制度，失去家主的地位，由孔子继承孔家。孟皮至少有一子一女，子名孔忠，孔门七十二贤之一。其女儿被孔子嫁与其学生南宫适（「邦有道，不廢；邦無道，免於刑戮。」以其兄之子妻之）。
清咸豐七年始入祀孔廟崇聖祠，稱先賢。

## 现代文艺作品

### 電視劇
- 1991年大陸版《孔子》由于振浩飾演。
- 2010年大陸版《孔子春秋》由禇柱忠飾演。